# Lista de mortes por COVID-19
Esta é uma lista de pessoas notáveis que morreram devido à COVID-19, como resultado da infecção pelo novo coronavírus durante a pandemia de COVID-19.

## Lista de mortes em 2020
| Data da morte  | Nome                         | País de origem          | Idade | Notas                                                                             |
| -------------- | ---------------------------- | ----------------------- | ----- | --------------------------------------------------------------------------------- |
| 25 de janeiro  | Liang Wudong                 | China                   | 60    | Otorrinolaringologista (primeira morte devido à infecção hospitalar)              |
| 31 de janeiro  | Wen Zengxian                 | China                   | 67    | Politico                                                                          |
| 6 de fevereiro | Qiu Jun                      | China                   | 72    | Fisiculturista                                                                    |
| 7 de fevereiro | Li Wenliang                  | China                   | 33    | Oftalmologista (primeira pessoa a alertar sobre surto de COVID-19 em Wuhan)       |
| 5 de março     | Hossein Sheikholeslam        | Irão                    | 67    | Diplomata e político iraniano                                                     |
| 5 de março     | Valerio Moro                 | Itália                  | 68    | Político                                                                          |
| 7 de março     | Fatemeh Rahbar               | Irão                    | 56    | Membro do Parlamento iraniano                                                     |
| 9 de março     | Lee Cha-su                   | Coreia do Sul           | 62    | Político e ativista                                                               |
| 9 de março     | Italo de Zan                 | Itália                  | 94    | Ciclista                                                                          |
| 11 de março    | Roberto Stella               | Itália                  | 67    | Médico                                                                            |
| 12 de março    | Giovanni Battista Rabino     | Itália                  | 88    | Membro do Parlamento                                                              |
| 13 de março    | Nasser Shabani               | Irão                    | 62    | General                                                                           |
| 15 de março    | Vittorio Gregotti            | Itália                  | 92    | Arquiteto                                                                         |
| 15 de março    | Aytaç Yalman                 | Turquia                 | 79    | General                                                                           |
| 16 de março    | Mário Veríssimo              | Portugal                | 80    | Massagista (primeira morte confirmada em Portugal)                                |
| 16 de março    | Nicolas Alfonsi              | França                  | 83    | Advogado e membro do Senado francês                                               |
| 17 de março    | Stephen Schwartz             | Estados Unidos          | 78    | Patologista                                                                       |
| 18 de março    | Luciano Federici             | Itália                  | 81    | Futebolista                                                                       |
| 18 de março    | Henri Richelet               | França                  | 75    | Pintor                                                                            |
| 18 de março    | Sérgio Trindade              | Brasil                  | 79    | Engenheiro químico e pesquisador                                                  |
| 19 de março    | Innocenzo Donina             | Itália                  | 69    | Futebolista                                                                       |
| 19 de março    | Aurlus Mabélé                | República do Congo      | 66    | Músico e compositor                                                               |
| 21 de março    | Lorenzo Sanz                 | Espanha                 | 76    | Empresário e ex-presidente do Real Madrid                                         |
| 21 de março    | Aileen Baviera               | Filipinas               | 60    | Cientista político                                                                |
| 21 de março    | Vicenç Capdevila             | Espanha                 | 83    | Advogado e político                                                               |
| 22 de março    | Germà Colón                  | Espanha                 | 91    | Filologista                                                                       |
| 24 de março    | Manu Dibango                 | Camarões                | 86    | Músico e compositor                                                               |
| 24 de março    | Steven Dick                  | Escócia                 | 37    | Diplomata                                                                         |
| 24 de março    | Terrence McNally             | Estados Unidos          | 81    | Dramaturgo, libretista e roteirista                                               |
| 25 de março    | Danilo Barozzi               | Itália                  | 92    | Ciclista                                                                          |
| 25 de março    | Floyd Cardoz                 | Índia                   | 59    | Chef de cozinha em Nova Iorque                                                    |
| 25 de março    | Angelo Moreschi              | Itália                  | 67    | Missionário e bispo                                                               |
| 25 de março    | Paul Goma                    | Roménia                 | 85    | Dissidente político e escritor                                                    |
| 25 de março    | Harry Aarts                  | Países Baixos           | 90    | Político                                                                          |
| 26 de março    | Mark Blum                    | Estados Unidos          | 69    | Ator                                                                              |
| 26 de março    | Naomi Munakata               | Japão · Brasil          | 64    | Maestrina                                                                         |
| 26 de março    | Martinho Lutero Galati       | Brasil                  | 66    | Maestro                                                                           |
| 27 de março    | Daniel Azulay                | Brasil                  | 72    | Artista plástico                                                                  |
| 27 de março    | Michael McKinnell            | Inglaterra              | 84    | Arquiteto                                                                         |
| 28 de março    | Rodolfo González Rissotto    | Uruguai                 | 71    | Professor e político                                                              |
| 29 de março    | José Luis Capón              | Espanha                 | 72    | Futebolista                                                                       |
| 29 de março    | Joe Diffie                   | Estados Unidos          | 61    | Cantor e compositor                                                               |
| 29 de março    | Alan Merrill                 | Estados Unidos          | 69    | Cantor                                                                            |
| 29 de março    | Patrick Devedjian            | França                  | 75    | Político                                                                          |
| 30 de março    | Ken Shimura                  | Japão                   | 70    | Ator e comediante                                                                 |
| 30 de março    | Joachim Yhombi-Opango        | República do Congo      | 81    | Político e militar                                                                |
| 30 de março    | Manuel Adolfo Varas          | Equador                 | 76    | Radialista, jornalista esportivo e advogado                                       |
| 30 de março    | James Goodrich               | Estados Unidos          | 73    | Neurocirurgião                                                                    |
| 31 de março    | Daniel Yuste                 | Espanha                 | 75    | Ciclista                                                                          |
| 31 de março    | Rafael Gómez Nieto           | Espanha                 | 99    | Veterano da Segunda Guerra Mundial                                                |
| 31 de março    | Gita Ramjee                  | Uganda · África do Sul  | 63    | Cientista e pesquisadora                                                          |
| 1 de abril     | Adam Schlesinger             | Estados Unidos          | 52    | Guitarrista e compositor                                                          |
| 1 de abril     | Nur Hassan Hussein           | Somália                 | 83    | Político                                                                          |
| 1 de abril     | Branislav Blažić             | Sérvia                  | 63    | Político                                                                          |
| 1 de abril     | David Driskell               | Estados Unidos          | 88    | Artista                                                                           |
| 2 de abril     | Goyo Benito                  | Espanha                 | 73    | Futebolista                                                                       |
| 2 de abril     | Bernardita Catalla           | Filipinas               | 62    | Diplomata                                                                         |
| 2 de abril     | Juan Giménez                 | Argentina               | 76    | Desenhista                                                                        |
| 2 de abril     | Arnold Sowinski              | França                  | 89    | Futebolista                                                                       |
| 2 de abril     | Eddie Large                  | Reino Unido             | 78    | Comediante                                                                        |
| 2 de abril     | Sergio Rossi                 | Itália                  | 84    | Empresário e designer de sapatos                                                  |
| 2 de abril     | Rodrigo Pesántez Rodas       | Equador                 | 82    | Escritor e poeta                                                                  |
| 3 de abril     | Tim Robinson                 | Reino Unido             | 85    | Escritor e cartógrafo                                                             |
| 3 de abril     | Yusuf Kenan Sönmez           | Turquia                 | 72    | Político                                                                          |
| 4 de abril     | Florindo Corral              | Brasil                  | 70    | Empresário e fundador da Faculdade de Americana                                   |
| 4 de abril     | Jay Benedict                 | Estados Unidos          | 68    | Ator                                                                              |
| 4 de abril     | Tom Dempsey                  | Estados Unidos          | 73    | Jogador de futebol americano                                                      |
| 4 de abril     | Alexander Thynn              | Reino Unido             | 87    | Marquess de Bath                                                                  |
| 4 de abril     | Kenneth Farnum               | Jamaica                 | 89    | Ciclista                                                                          |
| 5 de abril     | Mahmoud Jibril               | Líbia                   | 67    | Político                                                                          |
| 5 de abril     | Lee Fierro                   | Estados Unidos          | 91    | Atriz                                                                             |
| 7 de abril     | Allen Garfield               | Estados Unidos          | 80    | Ator                                                                              |
| 7 de abril     | Donato Sabia                 | Itália                  | 56    | Atleta                                                                            |
| 7 de abril     | Hal Willner                  | Estados Unidos          | 64    | Produtor de música                                                                |
| 7 de abril     | Roger Chappot                | Suíça                   | 79    | Jogador profissional de hóquei no gelo                                            |
| 7 de abril     | Jan Křen                     | Chéquia                 | 89    | Historiador                                                                       |
| 7 de abril     | Ghyslain Tremblay            | Canadá                  | 68    | Ator e comediante                                                                 |
| 8 de abril     | Richard Brodsky              | Estados Unidos          | 73    | Político                                                                          |
| 9 de abril     | Dmitri Smirnov               | Rússia                  | 71    | Compositor                                                                        |
| 9 de abril     | Reggie Bagala                | Estados Unidos          | 54    | Empresário e político                                                             |
| 9 de abril     | Marc Engels                  | Bélgica                 | 54    | Engenheiro de som                                                                 |
| 10 de abril    | Enrique Múgica               | Espanha                 | 88    | Político                                                                          |
| 10 de abril    | Jacob Plange-Rhule           | Gana                    | 62    | Médico e acadêmico                                                                |
| 11 de abril    | Wynn Handman                 | Estados Unidos          | 97    | Diretor de teatro                                                                 |
| 12 de abril    | Carlos Seco Serrano          | Espanha                 | 96    | Historiador                                                                       |
| 13 de abril    | Dennis G. Peters             | Estados Unidos          | 82    | Químico analítico                                                                 |
| 13 de abril    | Sarah Maldoror               | França                  | 91    | Cineasta                                                                          |
| 13 de abril    | Baldiri Alavedra             | Espanha                 | 76    | Futebolista                                                                       |
| 14 de abril    | Maria de Sousa               | Portugal                | 80    | Cientista imunologista                                                            |
| 14 de abril    | Aldo Pagotto                 | Brasil                  | 70    | Bispo católico e arcebispo emérito da Paraíba                                     |
| 15 de abril    | Allen Daviau                 | Estados Unidos          | 77    | Diretor de fotografia                                                             |
| 16 de abril    | Luis Sepúlveda               | Chile                   | 70    | Escritor                                                                          |
| 16 de abril    | Glider Ushñahua Huasanga     | Peru                    | 51    | Advogado e político                                                               |
| 17 de abril    | Lukman Niode                 | Indonésia               | 56    | Nadador                                                                           |
| 17 de abril    | Norman Hunter                | Inglaterra              | 76    | Futebolista                                                                       |
| 17 de abril    | Bennie Adkins                | Estados Unidos          | 86    | Soldado da Guerra do Vietnã                                                       |
| 18 de abril    | Bob Lazier                   | Estados Unidos          | 81    | Piloto de automobilismo                                                           |
| 18 de abril    | Jacques Rosny                | França                  | 81    | Ator                                                                              |
| 19 de abril    | Sergio Onofre Jarpa          | Chile                   | 99    | Político                                                                          |
| 19 de abril    | Claude Lafortune             | Canadá                  | 83    | Artista e apresentador de televisão                                               |
| 21 de abril    | Gerson Peres                 | Brasil                  | 88    | Político                                                                          |
| 21 de abril    | Teruyuki Okazaki             | Japão                   | 89    | Professor e lutador de Caratê Shotokan                                            |
| 21 de abril    | Donald Kennedy               | Estados Unidos          | 88    | Cientista                                                                         |
| 21 de abril    | Belco Bah                    | Mali                    | 62    | Político                                                                          |
| 23 de abril    | Peter Gill                   | Inglaterra              | 89    | Jogador de golfe                                                                  |
| 25 de abril    | Ricardo Brennand             | Brasil                  | 92    | Empresário e engenheiro                                                           |
| 25 de abril    | Henri Kichka                 | Bélgica                 | 94    | Sobrevivente do Holocausto                                                        |
| 26 de abril    | Miquéias Fernandes           | Brasil                  | 69    | Político, advogado e pastor                                                       |
| 27 de abril    | Asdrubal Bentes              | Brasil                  | 80    | Político                                                                          |
| 27 de abril    | Altamiro Moyses Zimerfogel   | Brasil                  | 80    | Ativista                                                                          |
| 28 de abril    | David Boe                    | Estados Unidos          | 84    | Organista                                                                         |
| 29 de abril    | Germano Celant               | Itália                  | 80    | Historiador                                                                       |
| 30 de abril    | Óscar Chávez                 | México                  | 85    | Cantor                                                                            |
| 1 de maio      | Yu Lihua                     | Taiwan · Estados Unidos | 88    | Escritora                                                                         |
| 1 de maio      | Fernando Sandoval            | Brasil                  | 77    | Jogador de polo aquático                                                          |
| 2 de maio      | Allah Yar Ansari             | Paquistão               | 77    | Político                                                                          |
| 2 de maio      | Sérgio Bueno de Camargo      | Brasil                  | 73    | Médico cardiologista                                                              |
| 4 de maio      | Aldir Blanc                  | Brasil                  | 73    | Compositor e escritor                                                             |
| 4 de maio      | Dragan Vučić                 | Macedônia do Norte      | 65    | Cantor e compositor                                                               |
| 5 de maio      | Ciro Pessoa                  | Brasil                  | 62    | Cantor-compositor, guitarrista, roteirista, jornalista, escritor e poeta          |
| 5 de maio      | João Kabeção                 | Brasil                  | 47    | Desportista                                                                       |
| 7 de maio      | Daisy Lúcidi                 | Brasil                  | 90    | Atriz, radialista e política                                                      |
| 7 de maio      | Ty                           | Reino Unido             | 47    | Rapper                                                                            |
| 8 de maio      | Jesus Chediak                | Brasil                  | 78    | Jornalista, teatrólogo e cineasta                                                 |
| 8 de maio      | Vicente André Gomes          | Brasil                  | 68    | Político e médico                                                                 |
| 8 de maio      | Lúcia Braga                  | Brasil                  | 85    | Ex-Deputada Federal da Paraíba                                                    |
| 8 de maio      | Dimitris Kremastinos         | Grécia                  | 78    | Político, médico e professor de cardiologia                                       |
| 8 de maio      | Roy Horn                     | Alemanha                | 75    | Ilusionista em Las Vegas                                                          |
| 9 de maio      | Abraham Palatnik             | Brasil                  | 92    | Artista plástico                                                                  |
| 9 de maio      | Johannes Beck                | Alemanha                | 97    | Jesuíta e eticista social                                                         |
| 9 de maio      | Carlos José                  | Brasil                  | 85    | Cantor                                                                            |
| 10 de maio     | Sérgio Sant'Anna             | Brasil                  | 78    | Escritor                                                                          |
| 10 de maio     | David Corrêa                 | Brasil                  | 82    | Cantor, compositor e intérprete de samba-enredo                                   |
| 10 de maio     | Lourdes Catão                | Brasil                  | 93    | Decoradora, socialite                                                             |
| 11 de maio     | Ann Katharine Mitchell       | Reino Unido             | 97    | Psicóloga e criptoanalista                                                        |
| 13 de maio     | Riad Ismat                   | Síria                   | 72    | Diplomata e escritor                                                              |
| 13 de maio     | Shobushi Kanji               | Japão                   | 28    | Lutador de sumô                                                                   |
| 14 de maio     | Sally Rowley                 | Estados Unidos          | 88    | Joalheira e ativista                                                              |
| 15 de maio     | Olga Savary                  | Brasil                  | 86    | Escritora, poeta, contista, romancista, crítica, ensaísta, tradutora e jornalista |
| 15 de maio     | Claes Borgström              | Suécia                  | 75    | Advogado e político                                                               |
| 16 de maio     | Pilar Pellicer               | México                  | 82    | Atriz                                                                             |
| 16 de maio     | Mário Chermont               | Brasil                  | 83    | Político                                                                          |
| 16 de maio     | Wilson Roosevelt Jerman      | Estados Unidos          | 91    | Mordomo                                                                           |
| 17 de maio     | Wilson Braga                 | Brasil                  | 88    | Político e empresário                                                             |
| 17 de maio     | Rafael Fragoso               | Brasil                  | 62    | Empresário e esportista de hipismo                                                |
| 18 de maio     | Vincent Malone               | Inglaterra              | 88    | Bispo                                                                             |
| 19 de maio     | Gil Vianna                   | Brasil                  | 54    | Político                                                                          |
| 19 de maio     | Annie Glenn                  | Estados Unidos          | 100   | Ativista                                                                          |
| 23 de maio     | Jitendra Nath Pande          | Índia                   | 78    | Professor de medicina                                                             |
| 24 de maio     | Dinaldo Wanderley            | Brasil                  | 69    | Político                                                                          |
| 26 de maio     | Vladimir Lopukhin            | Rússia                  | 68    | Economista e político                                                             |
| 28 de maio     | Claude Goasguen              | França                  | 75    | Político                                                                          |
| 29 de maio     | Célio Taveira Filho          | Brasil                  | 79    | Futebolista                                                                       |
| 29 de maio     | Evaldo Gouveia               | Brasil                  | 91    | Músico e compositor                                                               |
| 3 de junho     | Miss Biá                     | Brasil                  | 80    | Drag queen                                                                        |
| 4 de junho     | Fabiana Anastácio            | Brasil                  | 45    | Cantora gospel                                                                    |
| 4 de junho     | Dulce Nunes                  | Brasil                  | 90    | Atriz, compositora, cantora e arquiteta                                           |
| 5 de junho     | Carlos Lessa                 | Brasil                  | 83    | Economista                                                                        |
| 14 de junho    | Aarón Padilla Gutiérrez      | México                  | 77    | Futebolista                                                                       |
| 15 de junho    | José Gentil Rosa             | Brasil                  | 80    | Político                                                                          |
| 15 de junho    | Renato de Jesus              | Brasil                  | 67    | Político                                                                          |
| 17 de junho    | Paulinho Paiakã              | Brasil                  | 67    | Chefe caiapó                                                                      |
| 17 de junho    | Mário Calixto Filho          | Brasil                  | 73    | Empresário, jornalista e político                                                 |
| 20 de junho    | Sylvio Capanema              | Brasil                  | 82    | Advogado e desembargador aposentado, professor de Direito Civil                   |
| 24 de junho    | Bernaldina José Pedro        | Brasil                  | 75    | Ativista                                                                          |
| 25 de junho    | Papaléo Paes                 | Brasil                  | 67    | Médico cardiologista e político                                                   |
| 26 de junho    | Félix de Almeida Mendonça    | Brasil                  | 92    | Deputado federal                                                                  |
| 1 de julho     | Eurídice Moreira             | Brasil                  | 81    | Política                                                                          |
| 1 de julho     | José Itamar de Freitas       | Brasil                  | 85    | Jornalista                                                                        |
| 2 de julho     | Wanderley Mariz              | Brasil                  | 79    | Político                                                                          |
| 3 de julho     | Aristoteles Atheniense       | Brasil                  | 84    | Advogado, jurista e professor universitário                                       |
| 5 de julho     | Antônio Bivar                | Brasil                  | 81    | Escritor e dramaturgo                                                             |
| 5 de julho     | Nick Cordero                 | Canadá                  | 41    | Ator                                                                              |
| 6 de julho     | Domingos Mãhörõ              | Brasil                  | 60    | Cacique da etnia xavante, líder da aldeia Sangradouro e ativista                  |
| 7 de julho     | Hernán Alemán                | Venezuela               | 65    | Político                                                                          |
| 9 de julho     | Agustín Alezzo               | Argentina               | 84    | Encenador                                                                         |
| 10 de julho    | Corra Dirksen                | África do Sul           | 82    | Jogador de rugby                                                                  |
| 12 de julho    | Nelson Meurer                | Brasil                  | 77    | Político                                                                          |
| 13 de julho    | Gerardo Juraci Campelo Leite | Brasil                  | 88    | Político                                                                          |
| 13 de julho    | Zindzi Mandela               | África do Sul           | 59    | Filha de Nelson Mandela e Winnie Mandela                                          |
| 13 de julho    | Luis Arias Graziani          | Peru                    | 94    | Oficial militar e político                                                        |
| 17 de julho    | José Paulo de Andrade        | Brasil                  | 78    | Jornalista e radialista                                                           |
| 17 de julho    | Ângela von Nowakonski        | Brasil                  | 67    | Médica e pesquisadora                                                             |
| 18 de julho    | Henrique Soares da Costa     | Brasil                  | 57    | Bispo diocesano de Palmares                                                       |
| 18 de julho    | Charles Bukeko               | Quênia                  | 58    | Ator e humorista                                                                  |
| 25 de julho    | José Mentor                  | Brasil                  | 71    | Advogado e político                                                               |
| 28 de julho    | Rodrigo Rodrigues            | Brasil                  | 45    | Jornalista                                                                        |
| 30 de julho    | Herman Cain                  | Estados Unidos          | 74    | Empresário e locutor                                                              |
| 5 de agosto    | Aritana Yawalapiti           | Brasil                  | 71    | Cacique e líder do Alto Xingu                                                     |
| 5 de agosto    | Gésio Amadeu                 | Brasil                  | 73    | Ator                                                                              |
| 8 de agosto    | Alfredo Lim                  | Filipinas               | 90    | Político                                                                          |
| 13 de agosto   | Darío Vivas                  | Venezuela               | 70    | Político                                                                          |
| 13 de agosto   | Gulnazar Keldi               | Tajiquistão             | 74    | Escritor e jornalista                                                             |
| 13 de agosto   | Trini Lopez                  | Estados Unidos          | 83    | Cantor                                                                            |
| 16 de agosto   | Caio Narcio                  | Brasil                  | 33    | Político                                                                          |
| 17 de agosto   | Elsimar Coutinho             | Brasil                  | 90    | Médico                                                                            |
| 24 de agosto   | Sálvio Dino                  | Brasil                  | 88    | Advogado e político                                                               |
| 31 de agosto   | Pranab Mukherjee             | Índia                   | 84    | Político e ex-presidente indiano                                                  |
| 3 de setembro  | Antônio de Jesus Dias        | Brasil                  | 78    | político                                                                          |
| 11 de setembro | Nadhim Shaker                | Iraque                  | 61    | Ex-futebolista                                                                    |
| 13 de setembro | Parrerito                    | Brasil                  | 67    | Cantor                                                                            |
| 15 de setembro | Momčilo Krajišnik            | Bósnia e Herzegovina    | 75    | Político e criminoso de guerra condenado                                          |
| 30 de setembro | João Peixoto                 | Brasil                  | 75    | Político                                                                          |
| 4 de outubro   | Kenzo Takada                 | Japão                   | 81    | Estilista                                                                         |
| 12 de outubro  | José de Oliveira Fernandes   | Brasil                  | 76    | Economista, professor e político                                                  |
| 14 de outubro  | Fred Dean                    | Estados Unidos          | 68    | Jogador de futebol americano                                                      |
| 17 de outubro  | Ryszard Ronczewski           | Polónia                 | 90    | Ator                                                                              |
| 21 de outubro  | Arolde de Oliveira           | Brasil                  | 83    | Político, engenheiro e economista                                                 |
| 25 de outubro  | Ernesto Contreras            | Argentina               | 83    | Ciclista                                                                          |
| 28 de outubro  | Pino Scaccia                 | Itália                  | 74    | Jornalista e blogueiro                                                            |
| 1 de novembro  | Burhan Kuzu                  | Turquia                 | 65    | Político                                                                          |
| 2 de novembro  | Satish Prasad Singh          | Índia                   | 84    | Político                                                                          |
| 5 de novembro  | Reynaert                     | Bélgica                 | 65    | Cantor                                                                            |
| 5 de novembro  | Géza Szőcs                   | Hungria                 | 67    | Poeta e político                                                                  |
| 5 de novembro  | Gordon Van Wylen             | Estados Unidos          | 100   | Físico e administrador acadêmico                                                  |
| 6 de novembro  | Fernando Solanas             | Argentina               | 84    | Cineasta e político                                                               |
| 10 de novembro | Saeb Erekat                  | Palestina               | 65    | Político e académico.                                                             |
| 10 de novembro | Sven Wollter                 | Suécia                  | 86    | Ator, escritor e ativista político                                                |
| 13 de novembro | Peter Sutcliffe              | Inglaterra              | 74    | Assassino em série                                                                |
| 13 de novembro | Attila Horváth               | Hungria                 | 53    | Lançador de discos                                                                |
| 15 de novembro | Soumitra Chatterjee          | Índia                   | 85    | Ator                                                                              |
| 25 de novembro | Ahmed Patel                  | Índia                   | 71    | Político                                                                          |
| 25 de novembro | Reinaldo Teles               | Portugal                | 70    | Dirigente desportivo                                                              |
| 28 de novembro | David Prowse                 | Inglaterra              | 85    | Fisiculturista, halterofilista e ator                                             |
| 29 de novembro | Vladimir Fortov              | Rússia                  | 74    | Físico                                                                            |
| 2 de dezembro  | Valéry Giscard d'Estaing     | França                  | 94    | Ex-presidente                                                                     |
| 7 de dezembro  | Eduardo Galvão               | Brasil                  | 58    | Ator                                                                              |
| 11 de dezembro | Ubirany                      | Brasil                  | 80    | Sambista e cantor                                                                 |
| 11 de dezembro | Farid Abrão David            | Brasil                  | 76    | Político e dirigente da Beija-Flor                                                |
| 13 de dezembro | Carlos Eduardo Cadoca        | Brasil                  | 80    | Político                                                                          |
| 13 de dezembro | Ambrose Mandvulo Dlamini     | África do Sul           | 52    | Político                                                                          |
| 14 de dezembro | Paulinho                     | Brasil                  | 68    | Cantor e vocalista do Roupa Nova                                                  |
| 14 de dezembro | Marcelo Veiga                | Brasil                  | 56    | Técnico de futebol e ex-futebolista                                               |
| 15 de dezembro | Orlando Duarte               | Brasil                  | 88    | Jornalista esportivo                                                              |
| 19 de dezembro | Leo Panitch                  | Canadá                  | 75    | Filósofo, editor e cientista político                                             |
| 20 de dezembro | Nicette Bruno                | Brasil                  | 87    | Atriz                                                                             |

## Lista de mortes em 2021
| Data da morte   | Nome                       | País de origem | Idade | Notas                                               |
| --------------- | -------------------------- | -------------- | ----- | --------------------------------------------------- |
| 7 de janeiro    | Genival Lacerda            | Brasil         | 89    | Cantor e compositor                                 |
| 9 de janeiro    | Roberto Hernández Vázquez  | México         | 56    | Ator e produtor de televisão                        |
| 13 de janeiro   | Joël Robert                | Bélgica        | 77    | Motociclista                                        |
| 13 de janeiro   | Eusébio Oscar Scheid       | Brasil         | 88    | Arcebispo emérito do Rio de Janeiro                 |
| 16 de janeiro   | Phil Spector               | Estados Unidos | 81    | Produtor musical e compositor                       |
| 17 de janeiro   | Abel Gabuza                | África do Sul  | 65    | Arcebispo                                           |
| 19 de janeiro   | Gustavo Peña               | México         | 79    | Futebolista                                         |
| 19 de janeiro   | Felipe Quispe              | Bolívia        | 78    | Sindicalista e ativista                             |
| 25 de janeiro   | David Bright               | Botswana       | 64    | Militar e treinador de futebol                      |
| 26 de janeiro   | Lars Norén                 | Suécia         | 76    | Dramaturgo, poeta e encenador                       |
| 27 de janeiro   | Ygona Moura                | Brasil         | 23    | Influenciadora digital, blogueira e youtuber        |
| 29 de janeiro   | Calane da Silva            | Moçambique     | 75    | Escritor e jornalista                               |
| 29 de janeiro   | Yvon Douis                 | França         | 85    | Futebolista                                         |
| 2 de fevereiro  | Tom Moore                  | Reino Unido    | 100   | Filantropo e ex-militar                             |
| 2 de fevereiro  | Cecília Guimarães          | Portugal       | 93    | Atriz                                               |
| 7 de fevereiro  | Ron Wright                 | Estados Unidos | 67    | Polítco                                             |
| 9 de fevereiro  | Franco Marini              | Itália         | 87    | Sindicalista e político                             |
| 11 de fevereiro | Marcelino da Mata          | Portugal       | 80    | Militar, português mais condecorado                 |
| 11 de fevereiro | Rodrigo Mejía              | México         | 45    | Ator                                                |
| 13 de fevereiro | Kadir Topbaş               | Turquia        | 76    | Arquiteto e político                                |
| 14 de fevereiro | Ion Mihai Pacepa           | Roménia        | 92    | Militar                                             |
| 15 de fevereiro | Leopoldo Luque             | Argentina      | 71    | Futebolista                                         |
| 3 de março      | Maria José Valério         | Portugal       | 87    | Cantora                                             |
| 10 de março     | Ali Mahdi Muhammad         | Somália        | 82    | Ex-presidente                                       |
| 16 de março     | David Dias Pimentel        | Portugal       | 79    | Bispo de São João da Boa Vista                      |
| 17 de março     | Helenês Cândido            | Brasil         | 86    | Governador de Goiás                                 |
| 17 de março     | Major Olímpio              | Brasil         | 58    | Senador e deputado federal por São Paulo            |
| 18 de março     | Herzem Gusmão              | Brasil         | 72    | Prefeito de Vitória da Conquista                    |
| 19 de março     | Irmão Lázaro               | Brasil         | 54    | Cantor e Vereador de Salvador                       |
| 3 de abril      | Paulo Medina               | Brasil         | 78    | Ministro do Superior Tribunal de Justiça.           |
| 3 de abril      | Agnaldo Timóteo            | Brasil         | 84    | Cantor, compositor, escritor e político brasileiro  |
| 4 de abril      | António Almeida Henriques  | Portugal       | 59    | Advogado e político português                       |
| 5 de abril      | Robert de Almendra Freitas | Brasil         | 73    | Médico e político brasileiro                        |
| 7 de abril      | Alfredo Bosi               | Brasil         | 84    | Professor, historiador e crítico literário          |
| 8 de abril      | Roseli Machado             | Brasil         | 52    | Maratonista                                         |
| 23 de abril     | Levy Fidelix               | Brasil         | 69    | Político                                            |
| 24 de abril     | Alber Elbaz                | Israel         | 59    | Estilista                                           |
| 4 de maio       | Paulo Gustavo              | Brasil         | 42    | Ator, humorista, diretor, roteirista e apresentador |
| 4 de maio       | Willian Santiago           | Brasil         | 30    | Ilustrador, designer gráfico, e professor           |
| 7 de maio       | Cassiano                   | Brasil         | 77    | Cantor, compositor e guitarrista                    |
| 12 de agosto    | Tarcísio Meira             | Brasil         | 85    | Ator                                                |
| 18 de outubro   | Colin Powell               | Estados Unidos | 84    | Ex-Secretário de Estado dos EUA                     |